# Dila
Dila (anche Dilla ) è una città nell'Etiopia meridionale, la sua economia è basata primariamente sul commercio del caffè (varietà Irgachefe o Yirga Cheffe) derivante dalle estese piantagioni collocate a sud di essa, fino ad arrivare al confine con il Kenya. È il centro amministrativo della Zona di Gedeo nella Regione delle Nazioni, Nazionalità e Popoli del Sud (SNNPR).
Fino al completamento, negli anni settanta, della strada asfalata che collega la città di Dila, al confine con il Kenya, Dila era il punto più a sud, nell'Etiopia, che si poteva raggiungere su asfalto, e diventò quindi il principale punto logistico e commerciale del caffè varietà Irgachefe. 
La città ha un ospedale, delle banche e il servizio postale.
Nella città si trova il Dilla College of Teachers' Education, fondato nel 1996 dall'Università di Debub.
Questo collegio divento poi Università a tutti gli effetti a partire dal 2007, con 30 programmi per laureati e Master.
Nella zona attorno a Dila si trovano un certo numero di campi di stele, alcuni dei quali archeologicamente interessanti come i siti di Tutu Fella e Tutiti.
Poco dopo la cattura di Sciasciamanna, da parte delle forze alleate nel maggio 1941, un distaccamento, che consisteva in una compagnia di Natal Mounted Rifles e della 6º KAR, sostenuti da piccoli carro armati e alcune automobili blindate, si spostò verso la città di Dila, con loro grande sorpresa riuscirono, quasi per caso, ad ostacolare la ritirata della 21ª e della 24ª Divisione italiana, mettendole in trappola a ridosso della riva orientale del Lago Abaya.
La popolazione di Dila nel 1994 era di 33.734 persone: 17.346 maschi 16.388 femmine.
Dila è il più grande insediamento nella woreda di Wenago.